# علي وهيب شنين
 علي وهيب شنين مواليد 24 ديسمبر 1975 في بغداد، العراق، هو لاعب كرة قدم عراقي سابق لعب لنادي الكهرباء العراقي ومنتخب العراق لكرة القدم كلاعب وسط.

## روابط خارجية
- علي وهيب شنين على موقع قاعدة بيانات كرة القدم.إي يو (الإنجليزية)
- علي وهيب شنين على موقع ناشيونال فوتبول تيمز (الإنجليزية)